# 라임 (소프트웨어)
라임(lime)은 펄 라이브러리 기반의 심포니 웹 프레임워크를 위해 빌드된 유닛 테스트 및 기능 테스트 프레임워크이다. 이 프레임워크는 컬러 포맷팅을 포함하여 테스트로부터 읽기 가능한 출력물을 가져오기 위해 설계되었으며, 또 테스트 애니띵 프로토콜을 따르기 때문에 다른 도구들과 쉬운 연동이 가능하다. 라임 테스트들은 샌드박스 환경에서 구동되므로 테스트 실행 중에 서로에게 미치는 영향을 최소화한다. 라임 테스팅 프레임워크가 심포니 안에서 테스트하기 위해 빌드되어 있지만 라임은 하나의 PHP 파일 내에 포함되므로 심포니나 기타 어떠한 라이브러리와도 의존성이 없다.
알파 버전의 라임 2.0은 2009년 9월 10일에 발표되었으며 심포니 1.2 이하와 호환된다. 심포니 2.0은 테스트를 위해 라임 대신에 PHPUnit을 사용한다.

## 예
라임 유닛 테스트들은 lime_test 오브젝트를 사용하여 표명(어서션)을 만들 수 있다. 다음은 PHP 내장 in_array 함수를 테스트하기 위한 라임 유닛 테스트 기본 예제이다.
```
include
(
dirname
(
__FILE__
)
 
.
 
'/bootstrap/unit.php'
);
 
// Include lime.

// Create the lime_test object for 10 number of assertions and color output.

$t
 
=
 
new
 
lime_test
(
10
,
 
new
 
lime_output_color
());

// The test array.

$arr
 
=
 
array
(
'Hello'
,
 
'World'
,
 
123
,);

// Output a comment.

$t
->
diag
(
'in_array()'
);

// Test to make sure in_array returns a boolean value for both values

// that are in the array and not in the array.

$t
->
isa_ok
(
in_array
(
'hey'
,
 
$arr
),
 
'bool'
,
 
'\'in_array\' did not return a boolean value.'
);

$t
->
isa_ok
(
in_array
(
'Hello'
,
 
$arr
),
 
'bool'
,
 
'\'in_array\' did not return a boolean value.'
);

$t
->
isa_ok
(
in_array
(
5
,
 
$arr
),
 
'bool'
,
 
'\'in_array\' did not return a boolean value.'
);

$t
->
isa_ok
(
in_array
(
FALSE
,
 
$arr
),
 
'bool'
,
 
'\'in_array\' did not return a boolean value.'
);

// Test to make sure in_array can find values that are in the array

// and doesn't find values that are not in the array.

$t
->
ok
(
!
in_array
(
'hey'
,
 
$arr
),
 
'\'in_array\' found a value not in the array.'
);

$t
->
ok
(
!
in_array
(
5
,
 
$arr
),
 
'\'in_array\' found a value not in the array.'
);

$t
->
ok
(
!
in_array
(
FALSE
,
 
$arr
),
 
'\'in_array\' found a value not in the array.'
);

$t
->
ok
(
in_array
(
'Hello'
,
 
$arr
),
 
'\'in_array\' failed to find a value that was in the array.'
);

$t
->
ok
(
in_array
(
'World'
,
 
$arr
),
 
'\'in_array\' failed to find a value that was in the array.'
);

$t
->
ok
(
in_array
(
123
,
 
$arr
),
 
'\'in_array\' failed to find a value that was in the array.'
);

```

## 버전 2.0
라임 알파 버전 2.0이 2009년 11월 10일 심포니 블로그에서 발표되었다. 라임의 두 번째 버전은 가능하면 최초 버전과 하위 호환되도록 개발되었으며 라임 1.0과 호환되지 않는 라임 2.0의 두 부분은 테스트 하네스 구성과 LimeCoverage 클래스이다. 라임 2.0은 XUnit 출력 지원, 소스 코드 애너테이션, 테스트 병렬 실행, 자동 목/스텁 오브젝트 생성, 테스트 내 데이터를 위한 연산자 오버로딩이 포함된다. 라임의 최초 버전과 달리 라임 2.0은 심포니에 약간의 의존성이 있다.

## 같이 보기
- 심포니 프레임워크